# Annales Bertiniani
Els Annales Bertiniani o Annals de Sant Bertí són una crònica franca del regne franc Occidental, trobada a l'abadia de Sant Bertí (francès Saint-Bertin abans Saint Bertin, a la moderna Bèlgica), d'on pren el seu nom.

## Període
La crònica cobreix el període del 830 al 882. Fou inclosa a Monumenta Germaniae Historica i se la considera la continuació dels Annales regni Francorum o Annals reials.

## Autors i contingut
Com tots els annals recullen esdeveniments memorables que formen una crònica medieval del segle ix. El seu autor fou el bisbe de Troyes, Prudenci, del 835 al 861, i després, fins al 882 per Hincmar arquebisbe de Reims. Encara que en general fiables, són considerats parcials, i en alguns casos subjectes a precaució.

## Rellevància
És font important per conèixer els fets a l'entorn del Tractat de Verdún, les expedicions vikingues i les investidures dels comtats de la Septimània i la Marca Hispànica.